# Občina Radlje ob Dravi
Občina Radlje ob Dravi (německy Mahrenberg) je jednou z 212 občin ve Slovinsku. Nachází se v Korutanském regionu na území historického Dolního Štýrska. Občinu tvoří 14 sídel, její rozloha je 93,9 km² a k 1. lednu 2017 zde žilo 6 184 obyvatel. Správním střediskem občiny je Radlje ob Dravi.

## Členění občiny
Občina se dělí na sídla: Brezni Vrh, Dobrava, Radelca, Radlje ob Dravi, Remšnik, Spodnja Orlica, Spodnja Vižinga, Sveti Anton na Pohorju, Sveti Trije Kralji, Šent Janž pri Radljah, Vas, Vuhred, Zgornja Vižinga, Zgornji Kozji Vrh